# كوبري دسوق
كوبري دسوق، هو جسر قديم يربط بين مدينة دسوق ومركز الرحمانية وهمزة الوصل بينهما جزيرة الرحمانية، فهو عبارة عن كوبري معدني جملوني دوّار مقام على نهر النيل - فرع رشيد، أُنشئ أول الأمر عام 1897 في عهد الخديو عباس حلمي الثاني، وأعيد بناؤه عام 1927 في عهد الملك فؤاد الأول، ويبلغ طوله الإجمالي 610 متر .

## تاريخ

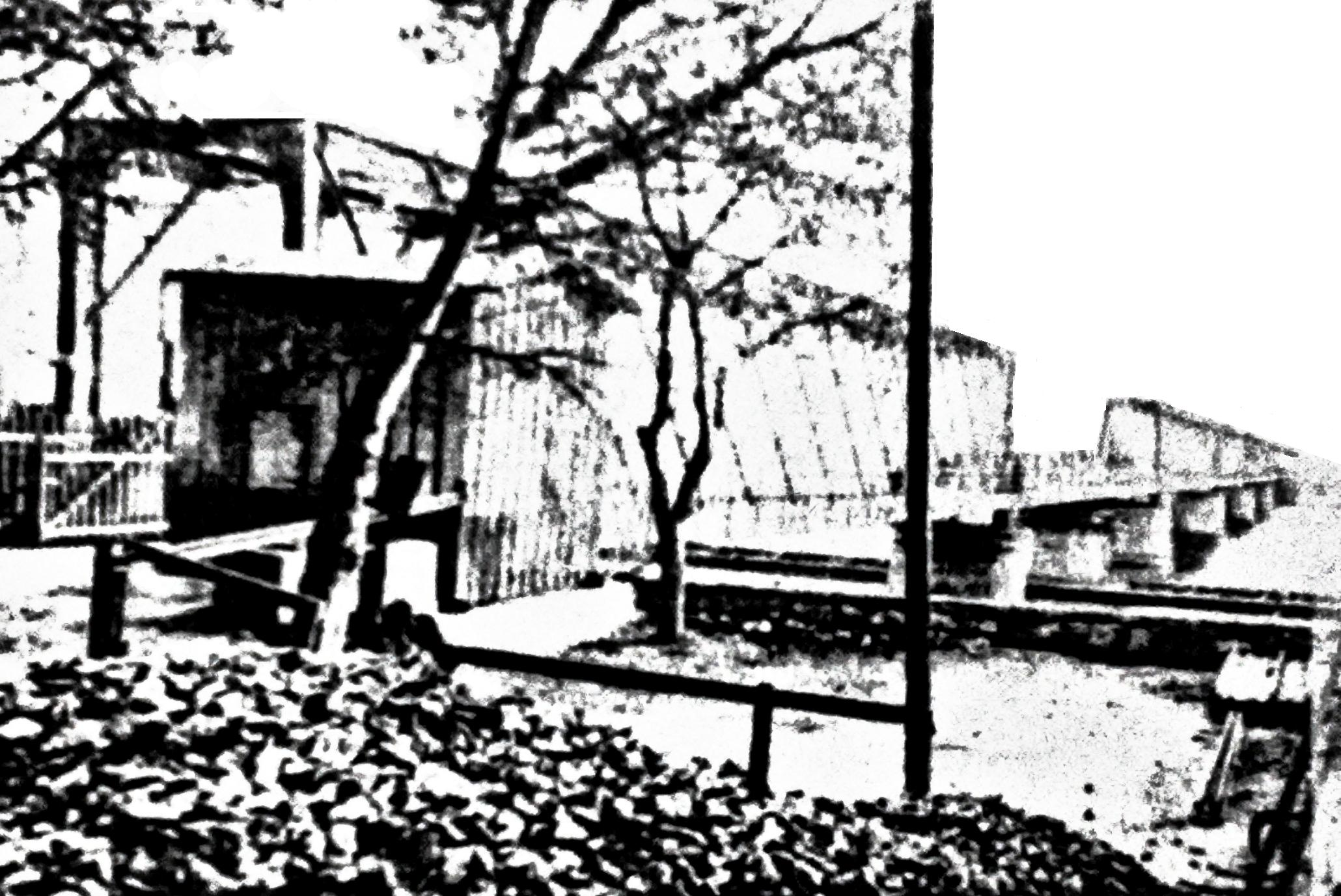
كوبري دسوق الذي بني عام 1897 من جهة دسوق.

أنشأت الحكومة المصرية الكوبري لأول مرة عام 1897 في عهد الخديو عباس حلمي الثاني بمعرفة شركة لا ميزون سيرالويس (بالفرنسية: La Maison Seralloois)‏ الفرنسية، لأجل مرور قطارات الدرجة الرابعة عليه ولمرور خط مفرد أيضاً.
وفي عام 1926، رأت الحكومة ضرورة تغيير الأجزاء المعدنية للكوبري وعمل أجزاء معدنية جديدة ترتكز على الأكتاف والبغال القديمة، لتحمل قطارات الدرجة الأولى لخط مفرد، ولذلك كلفت الحكومة شركة دورمان لونغ (بالإنجليزية: Dorman Long)‏ الإنجليزية بهذا الأمر، وقد انتهت من العمل كُليّاً عام 1927.
وفي فترة إنشاء الكوبري الجديد، استعملت هيئة السكك الحديدية آلات بخارية نهرية، لتعبر النيل بين الضفتين، نظراً لأن الخط كان معطلاً بين محطتي دسوق والرحمانية في تلك الفترة.

## أرقام وحقائق
الكوبري في الحقيقة مكون من جسرين وليس جسر واحد، يفصل بينهما جزيرة في وسط النيل هي جزيرة الرحمانية. الجسر الأول جهة دسوق يقع شرق جزيرة الرحمانية؛ والثاني جهة الرحمانية ويقع غرب جزيرة الرحمانية.
والكوبري بشكل عام مكوّن من ثلاث مسارات، مساران لسيارات النقل الخفيف، والثالثة بالوسط خط للسكة الحديد لنقل الركاب  بين محافظة كفر الشيخ إلى محافظتي البحيرة والإسكندرية. ويتم صيانته بمعرفة السكة الحديد بشكل منتظم كما يتم فتح وغلق الكوبري كل أسبوعين.
والكوبري الأول من جهة دسوق، مكون من خمس فتحات ثابتة ومتحركة ذات ممرّين ملاحيين، عرض كل منهما 22 متراً، وطول هذا الجزء حوالي 347 متر تقريباً.
أما الكوبري الثاني من جهة الرحمانية فهو مكون من أربع فتحات ثابتة، وطوله نحو 250 متراً.

## معرض الصور

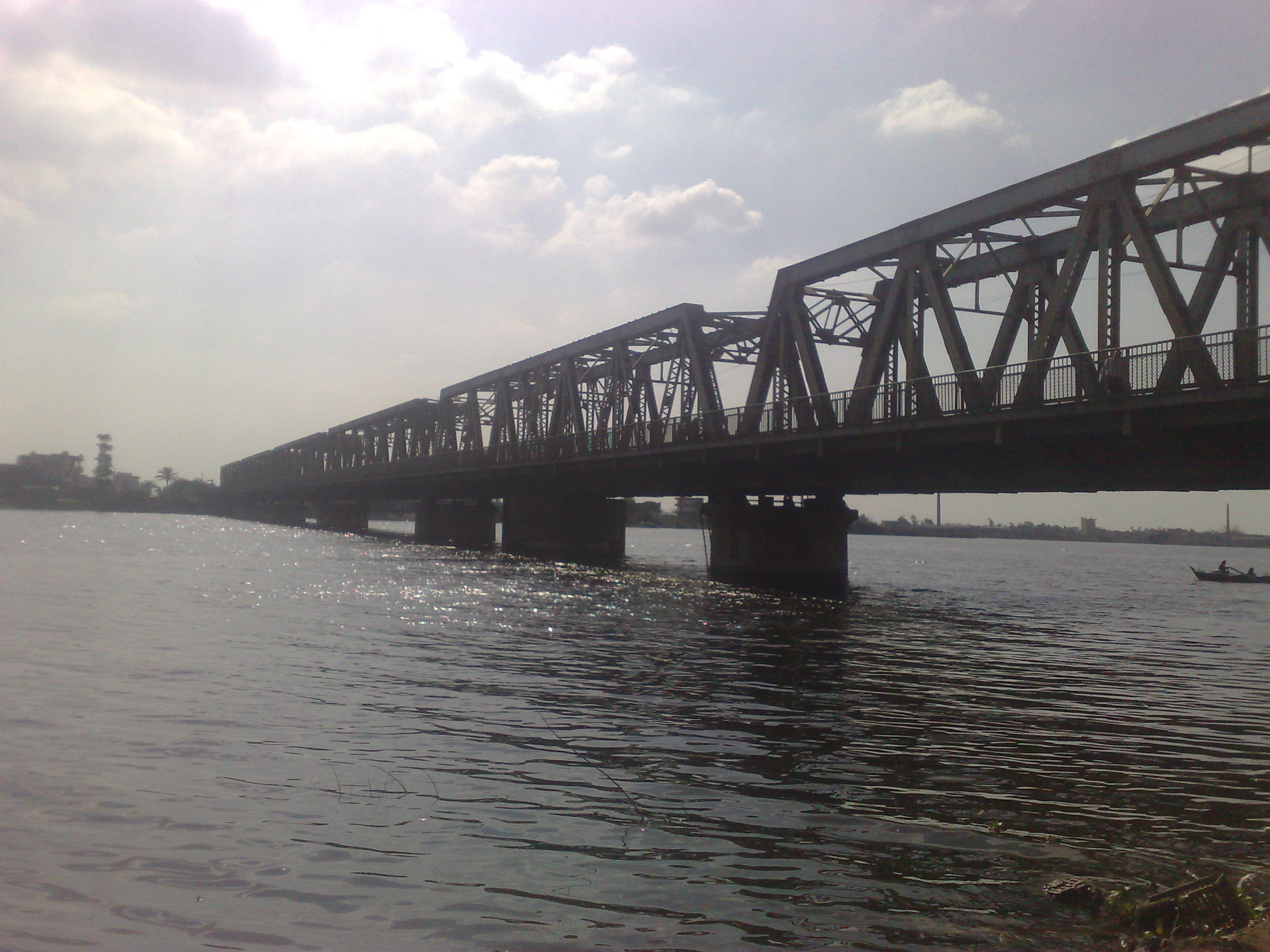
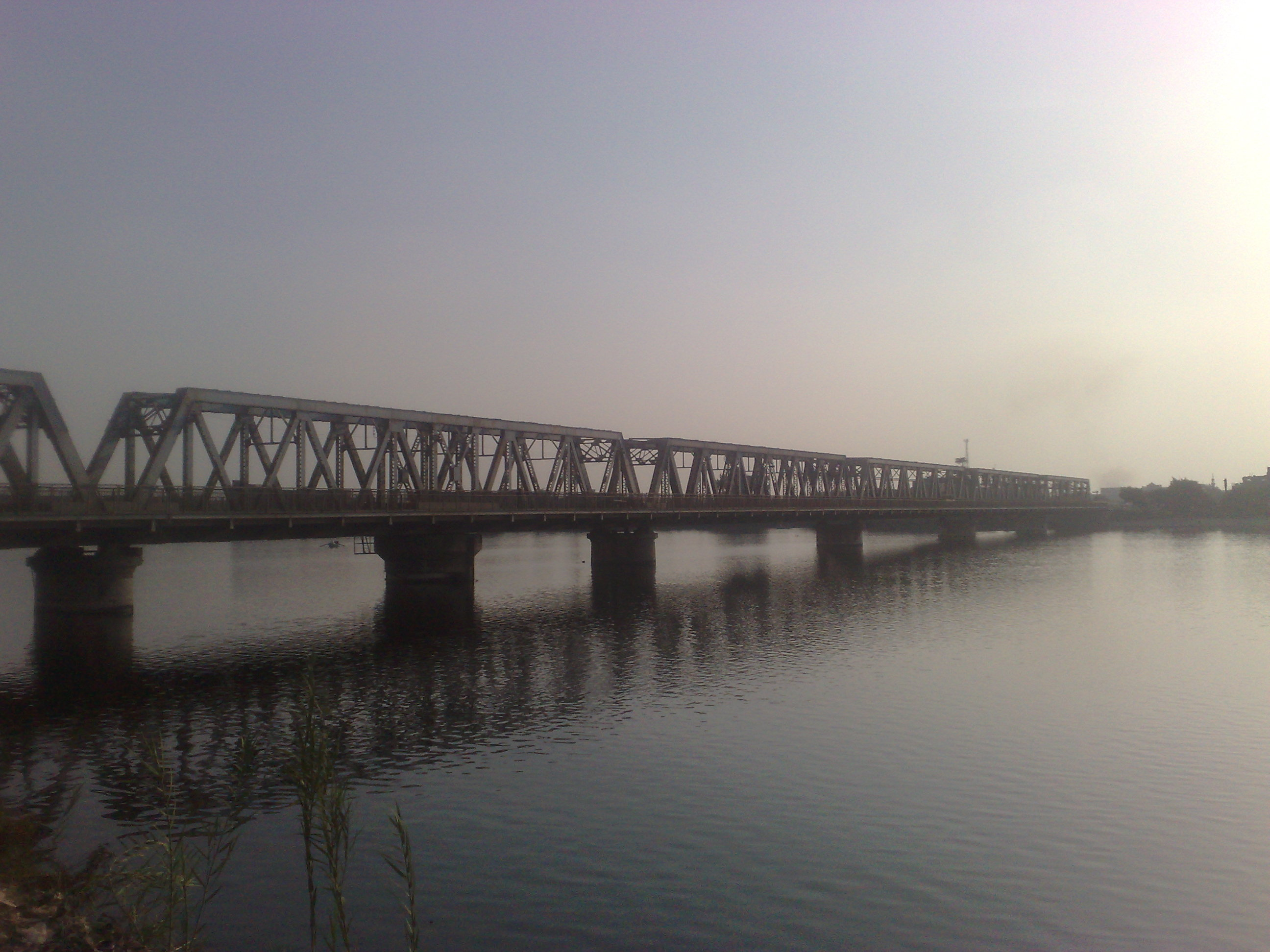
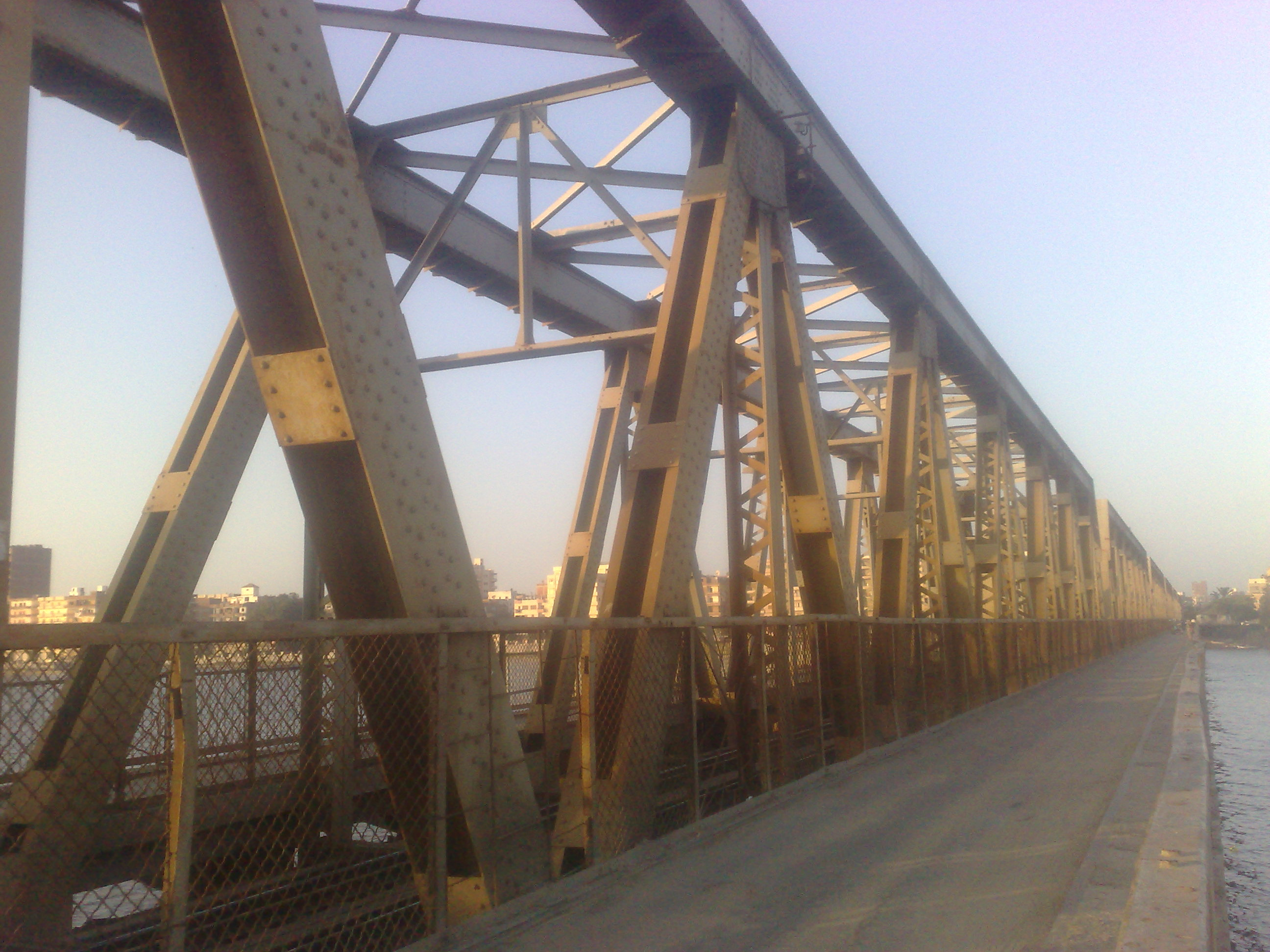
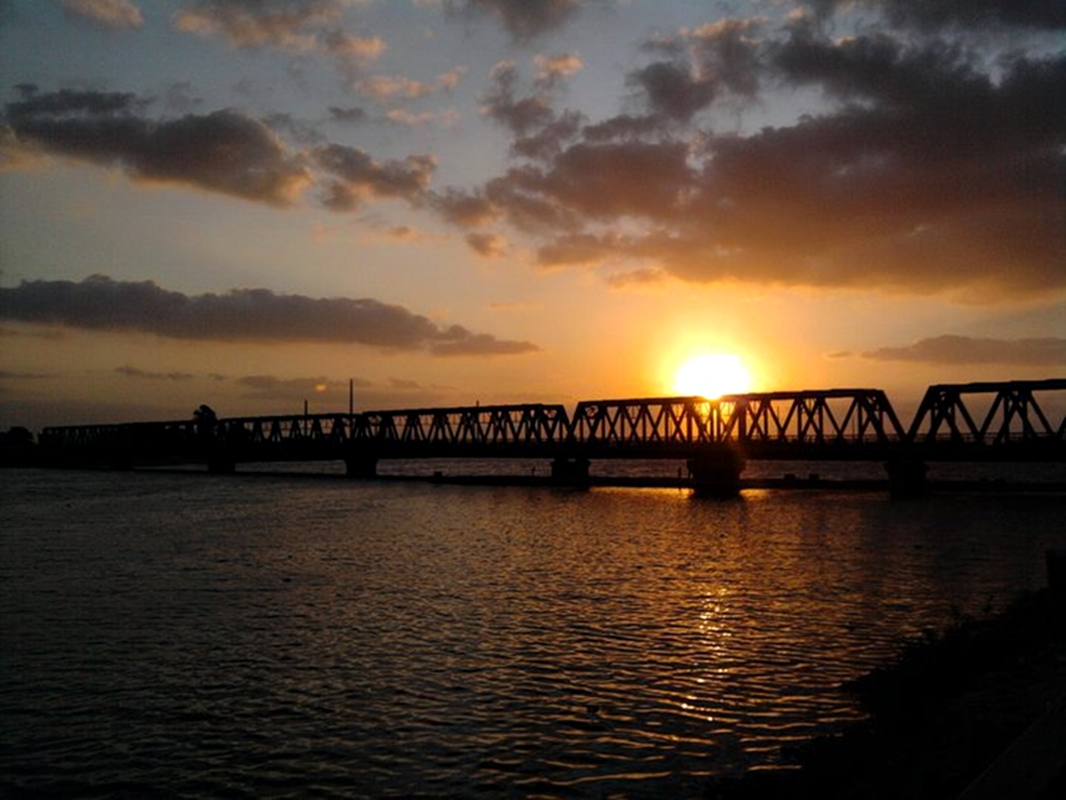
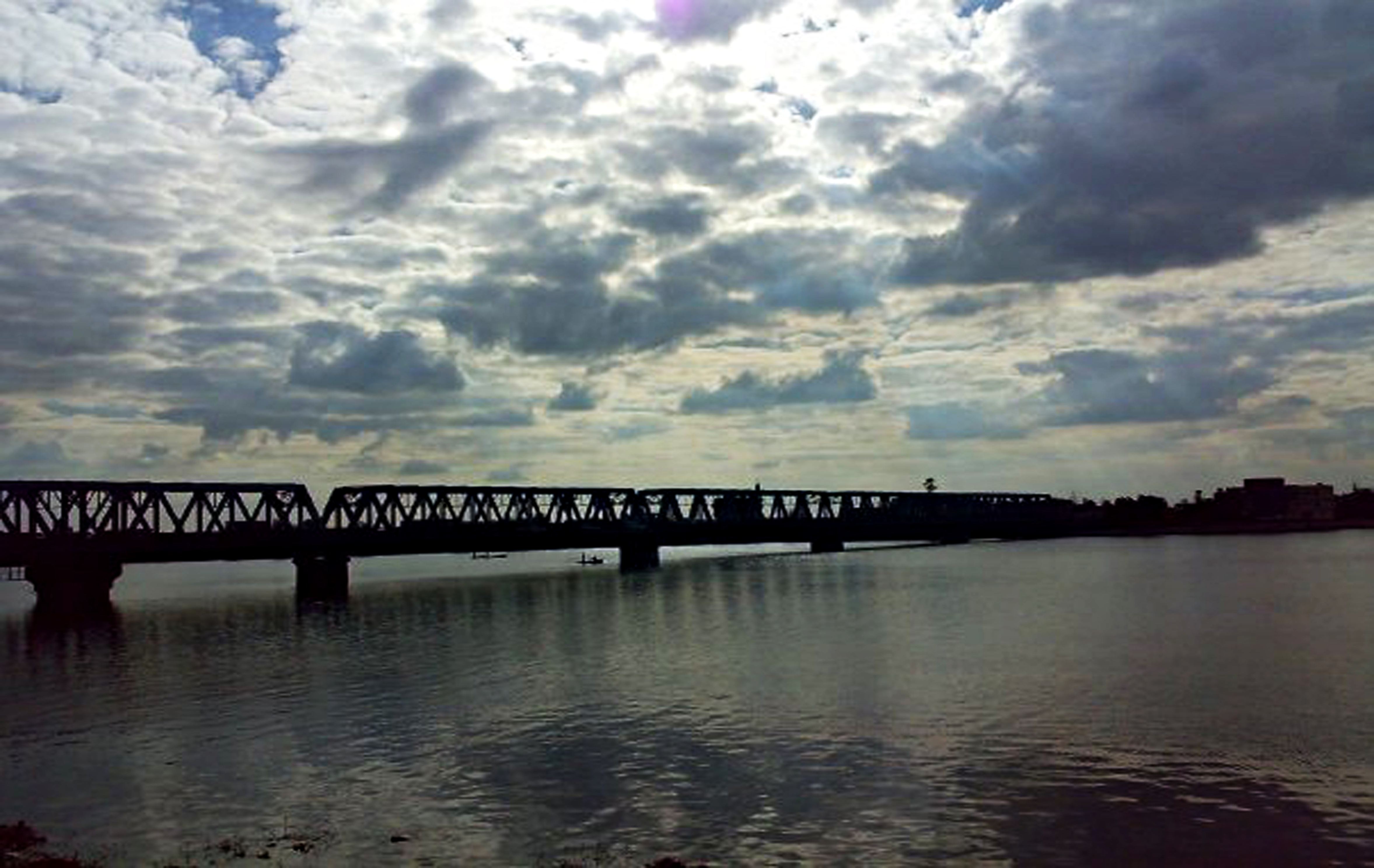
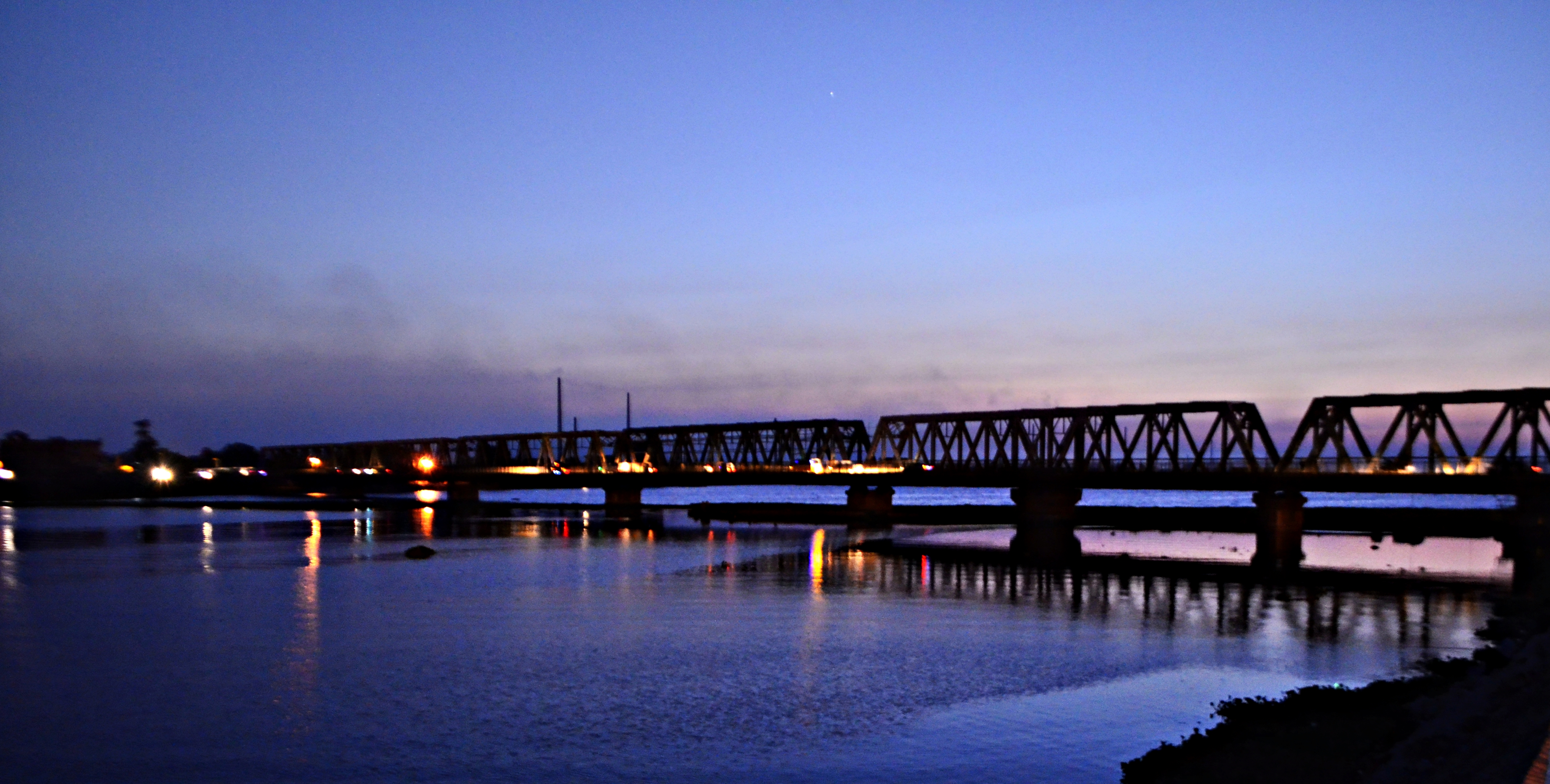
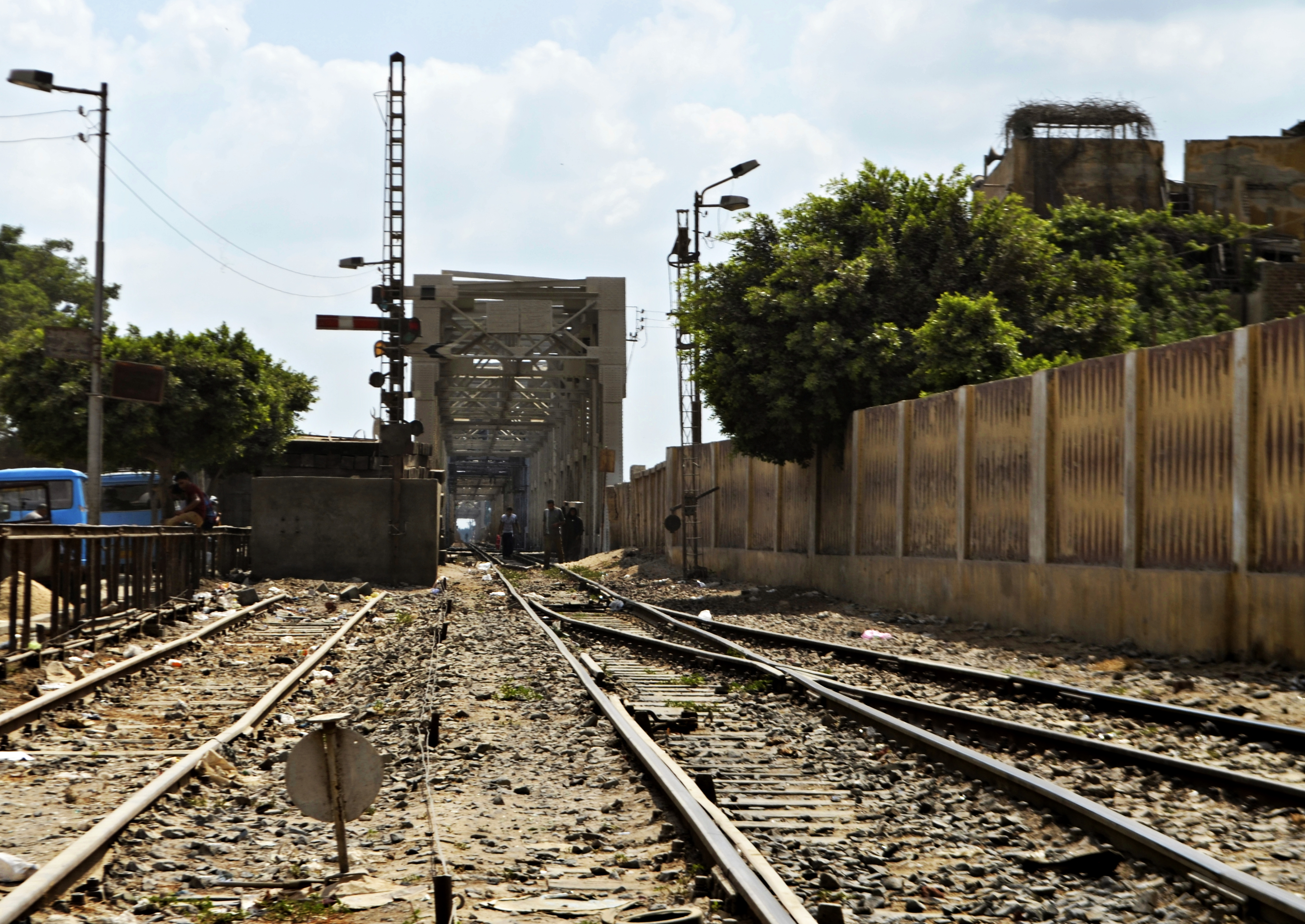
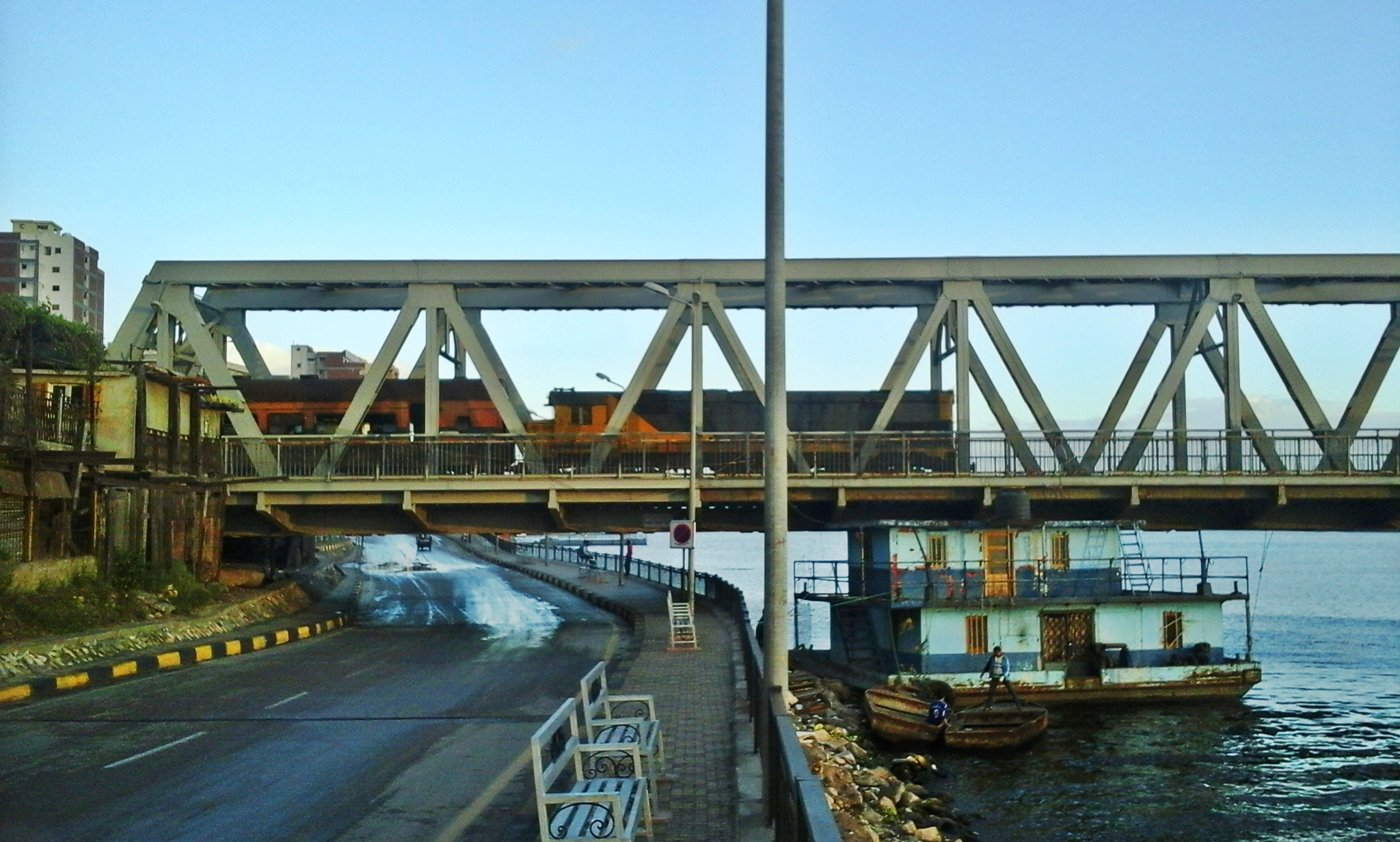
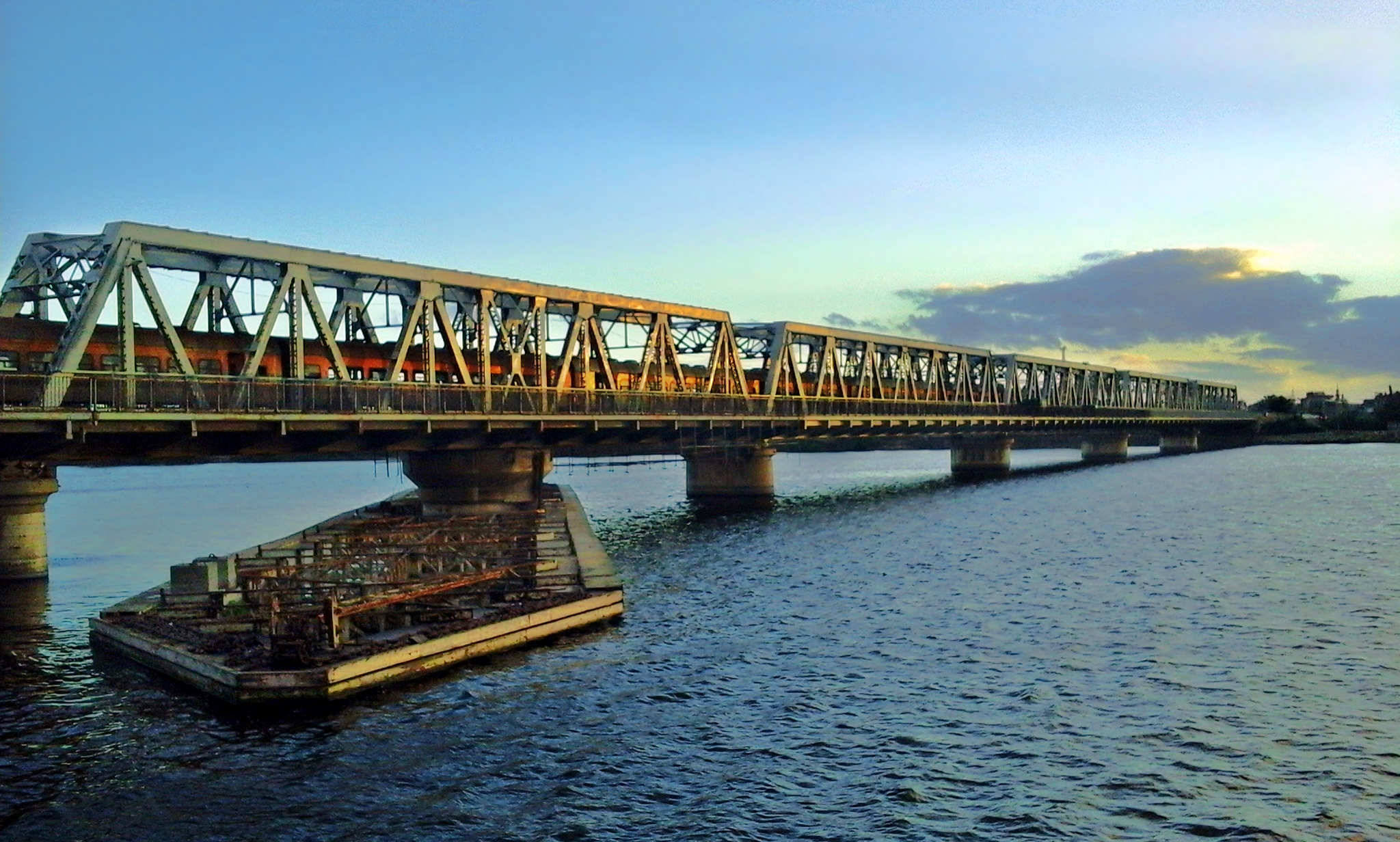
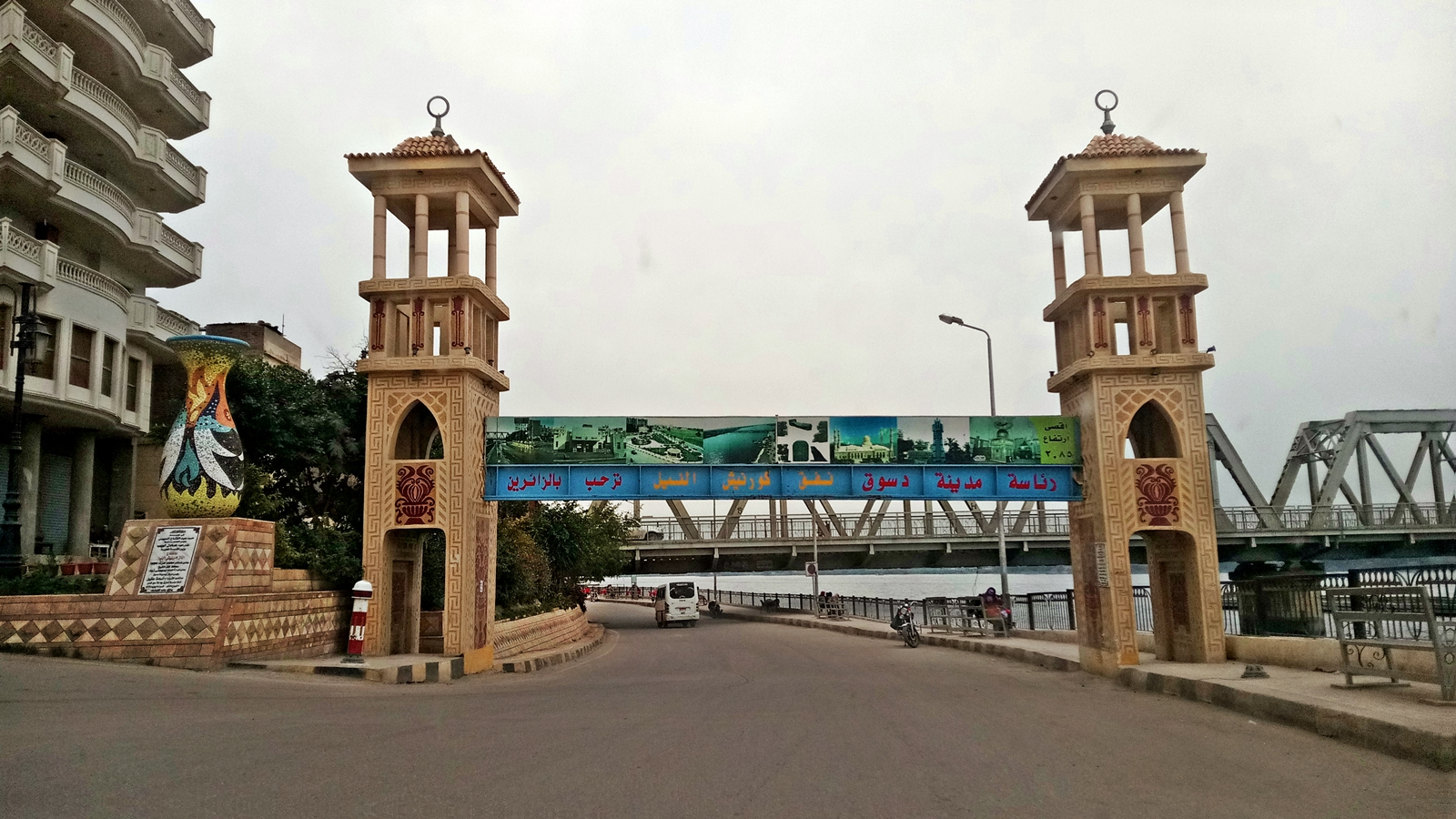